# Leichtathletik-Weltmeisterschaften 2009/Teilnehmer (China)
| Gelbes Symbol für Goldmedaillen mit stilisierten Olympischen Ringen | Graues Symbol für Silbermedaillen mit stilisierten Olympischen Ringen | Braundes Symbol für Bronzemedaillen mit stilisierten Olympischen Ringen |
| ------------------------------------------------------------------- | --------------------------------------------------------------------- | ----------------------------------------------------------------------- |
| 2                                                                   | —                                                                     | 2                                                                       |

Der chinesische Leichtathletik-Verband stellte 32 Athleten bei den Leichtathletik-Weltmeisterschaften 2009 in Berlin.

## Ergebnisse

### Männer

#### Laufdisziplinen
| Athlet          | Disziplin    | Vorlauf | Vorlauf | Halbfinale | Halbfinale | Finale             | Finale             |
| Athlet          | Disziplin    | Zeit    | Platz   | Zeit       | Platz      | Zeit               | Platz              |
| --------------- | ------------ | ------- | ------- | ---------- | ---------- | ------------------ | ------------------ |
| Li Jianbo       | 20 km Gehen  |         |         |            |            | 1:21:54 h          | 11                 |
| Wang Hao        | 20 km Gehen  |         |         |            |            | 1:19:06 h PB       | Gold               |
| Zhu Yafei       | 20 km Gehen  |         |         |            |            | 1:21:56 h          | 12                 |
| Li Lei          | 50 km Gehen  |         |         |            |            | 4:00:13 h          | 24                 |
| Xu Faguang      | 50 km Gehen  |         |         |            |            | 3:48:52 h PB       | 10                 |
| Zhao Chengliang | 50 km Gehen  |         |         |            |            | 3:53:06 h          | 14                 |
| Ji Wei          | 110 m Hürden | 13,51 s | 4       | 13,41 s SB | 7          | 13,57 s            | 8                  |
| Jing Yin        | 110 m Hürden | DNS     | DNS     | –          | –          | –                  | –                  |
| Shi Dongpeng    | 110 m Hürden | 13,56 s | 11      | 13,42 s SB | 8          | nicht qualifiziert | nicht qualifiziert |

#### Sprung/Wurf
| Athlet    | Disziplin  | Qualifikation | Qualifikation | Finale             | Finale             |
| Athlet    | Disziplin  | Weite/Höhe    | Platz         | Weite/Höhe         | Platz              |
| --------- | ---------- | ------------- | ------------- | ------------------ | ------------------ |
| Li Jinzhe | Weitsprung | 8,01 m        | 13            | nicht qualifiziert | nicht qualifiziert |
| Li Yanxi  | Dreisprung | 17,27 m SB    | 3             | 17,23 m            | 6                  |
| Qin Qiang | Speerwurf  | 77,65 m       | 21            | nicht qualifiziert | nicht qualifiziert |

### Frauen

#### Laufdisziplinen
| Athletin       | Disziplin    | Vorlauf    | Vorlauf | Halbfinale | Halbfinale | Finale             | Finale             |
| Athletin       | Disziplin    | Zeit       | Platz   | Zeit       | Platz      | Zeit               | Platz              |
| -------------- | ------------ | ---------- | ------- | ---------- | ---------- | ------------------ | ------------------ |
| Zhang Yingying | 10.000 m     |            |         |            |            | 32:33,63 min SB    | 18                 |
| Bai Xue        | Marathon     |            |         |            |            | 2:25:15 h SB       | Gold               |
| Chen Rong      | Marathon     |            |         |            |            | DNS                | DNS                |
| Sun Weiwei     | Marathon     |            |         |            |            | 2:29:39 h SB       | 12                 |
| Wang Jiali     | Marathon     |            |         |            |            | DNS                | DNS                |
| Zhou Chunxiu   | Marathon     |            |         |            |            | 2:25:39 h SB       | 4                  |
| Zhu Xiaolin    | Marathon     |            |         |            |            | 2:26:08 h SB       | 5                  |
| Liu Hong       | 20 km Gehen  |            |         |            |            | 1:29:10 h SB       | Bronze             |
| Yang Mingxia   | 20 km Gehen  |            |         |            |            | 1:35:42 h          | 18                 |
| Yawei Yang     | 20 km Gehen  |            |         |            |            | DSQ                | DSQ                |
| Huang Xiaoxiao | 400 m Hürden | 55,52 s SB | 9       | 55,40 s SB | 12         | nicht qualifiziert | nicht qualifiziert |

#### Sprung/Wurf
| Athletin      | Disziplin      | Qualifikation | Qualifikation | Finale             | Finale             |
| Athletin      | Disziplin      | Weite/Höhe    | Platz         | Weite/Höhe         | Platz              |
| ------------- | -------------- | ------------- | ------------- | ------------------ | ------------------ |
| Gao Shuying   | Stabhochsprung | NMH           | NMH           | –                  | –                  |
| Xie Limei     | Dreisprung     | 14,62 m SB    | 1             | 14,16 m            | 9                  |
| Gong Lijiao   | Kugelstoßen    | 19,08 m       | 4             | 19,89 m PB         | Bronze             |
| Li Meiju      | Kugelstoßen    | 18,53 m       | 8             | 18,76 m            | 7                  |
| Liu Xiangrong | Kugelstoßen    | 18,10 m       | 12            | 18,52 m            | 10                 |
| Ma Xuejun     | Diskuswurf     | 63,38 m SB    | 1             | 58,79 m            | 11                 |
| Song Aimin    | Diskuswurf     | 62,80 m       | 2             | 62,42 m            | 5                  |
| Xu Shaoyang   | Diskuswurf     | 61,02 m SB    | 13            | nicht qualifiziert | nicht qualifiziert |
| Zhang Wenxiu  | Hammerwurf     | 72,72 m SB    | 3             | 72,57 m            | 5                  |